# Измайловская школа № 1508
Измайловская школа (№ 1508; до 2017 — Измайловская гимназия) — среднее образовательное учреждение в Москве, учредитель — Восточное окружное управление образования Департамента образования города Москвы.

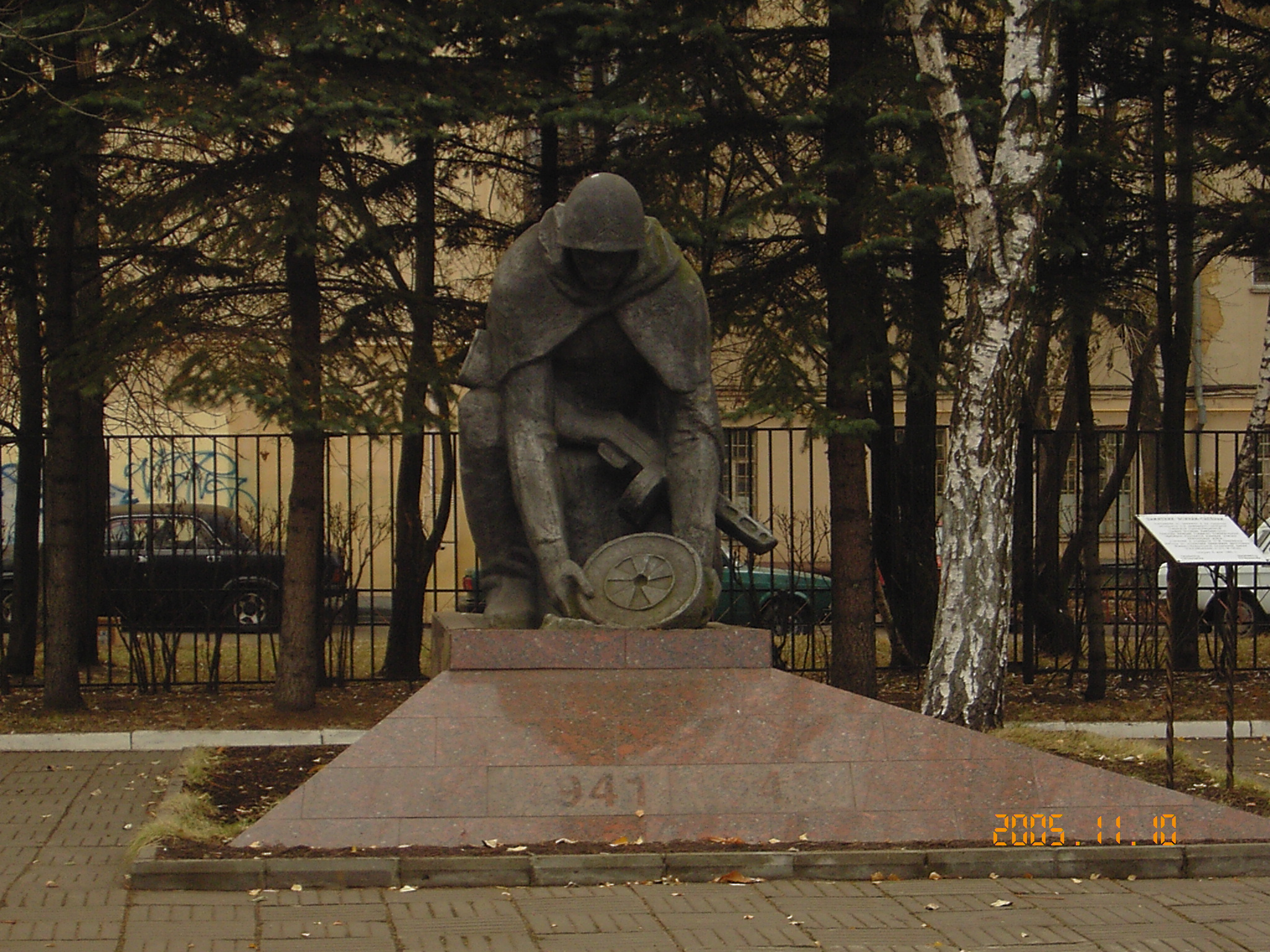
Памятник сапёру

Правопреемник спецшколы № 17 с углубленным изучением английского языка, существовавшей с 1930-х годов. С 1990 носила статус экспериментальной гимназии, в 1993—2017 Измайловская гимназия.
Ранее школа базировалась в Семёновском (Сталинском) районе, современное здание главного корпуса на Первомайской улице построено в конце 1960-х.

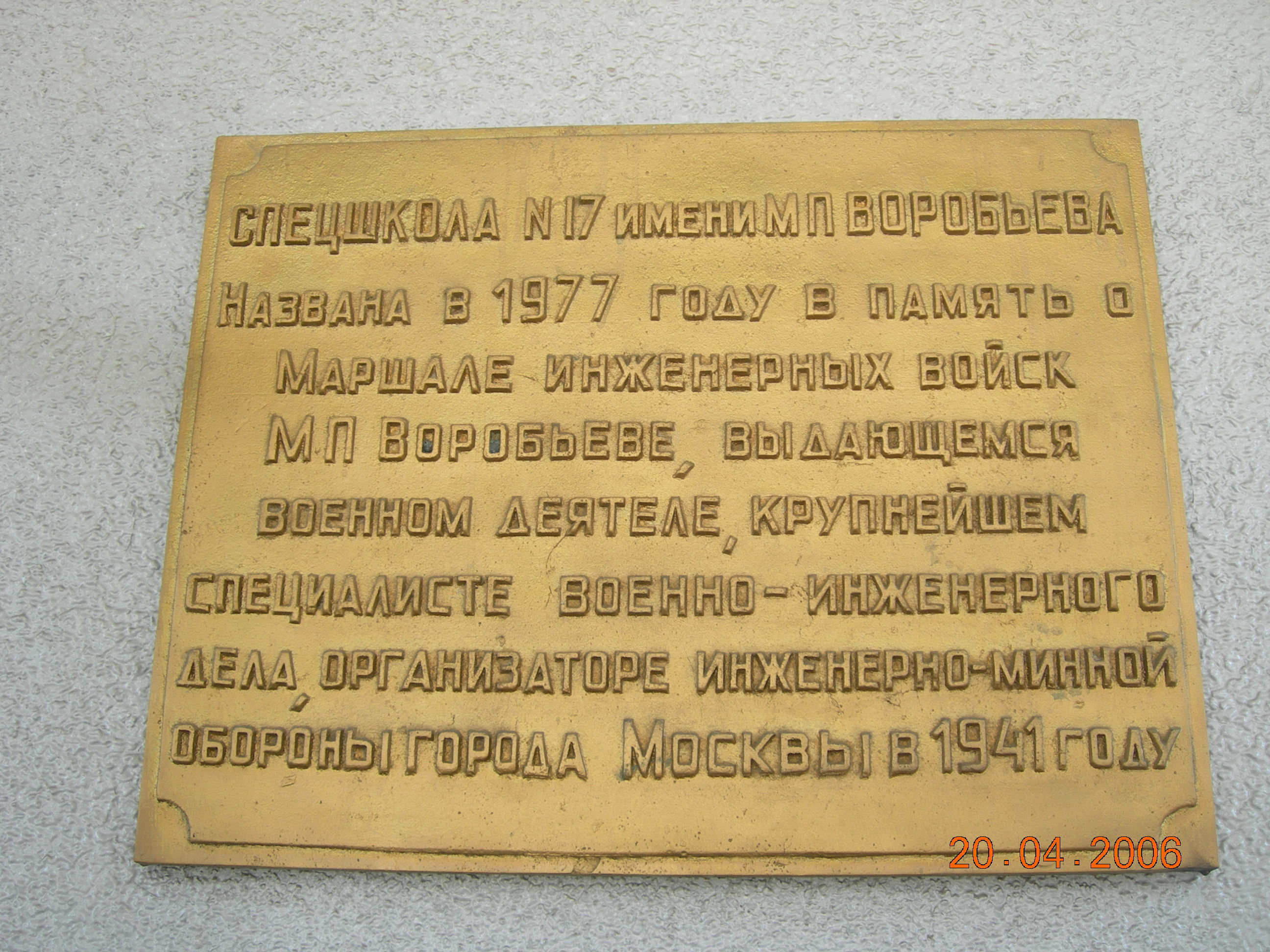
Мемориальная доска в честь маршала Воробьёва

С мая 1975 года в школе имеется музей в честь боевой славы 4-й инженерно-сапёрной Уманской Краснознаменной ордена Богдана Хмельницкого бригады, неоднократно побеждавший на конкурсах школьных музеев. С 1977 года школа носит имя маршала инженерных войск М. П. Воробьёва (1 сентября 1978 года открыта мемориальная доска с его именем). Перед гимназией установлен памятник сапёрам, павшим в годы Великой Отечественной войны (скульптор С. Ф. Захлебин и архитектор Е. Ф. Махначев), открытый 8 мая 1980 года В 2000 году памятник реконструирован. В советское время школа № 17 являлась коллективным членом общества советско-чехословацкой дружбы (4-я бригада участвовала в боевых действиях на территории Чехословакии); на первом этаже до 1993 г. находилась мемориальная стена в честь Юлиуса Фучика.
В гимназии учатся начиная с 1-го класса. На 2011 год в гимназии помимо английского языка изучают ещё один язык на выбор: испанский, немецкий или французский. С 1993 года введено профилирование классов — технический и гуманитарный, затем, с 1996, число профилей увеличено, впоследствии введены индивидуальные учебные планы. С 2016 года производится деление на предпрофили с 8 класса: гуманитарный и технический. С 2018 года в 10-11 классах введены 5 профилей: гуманитарный, социально-экономический, технический, естественнонаучный, универсальный.
Имеются кафедры: гуманитарных дисциплин, МИФ (математика, информатика, физика), иностранных языков, естественных наук, культуры и спорта.

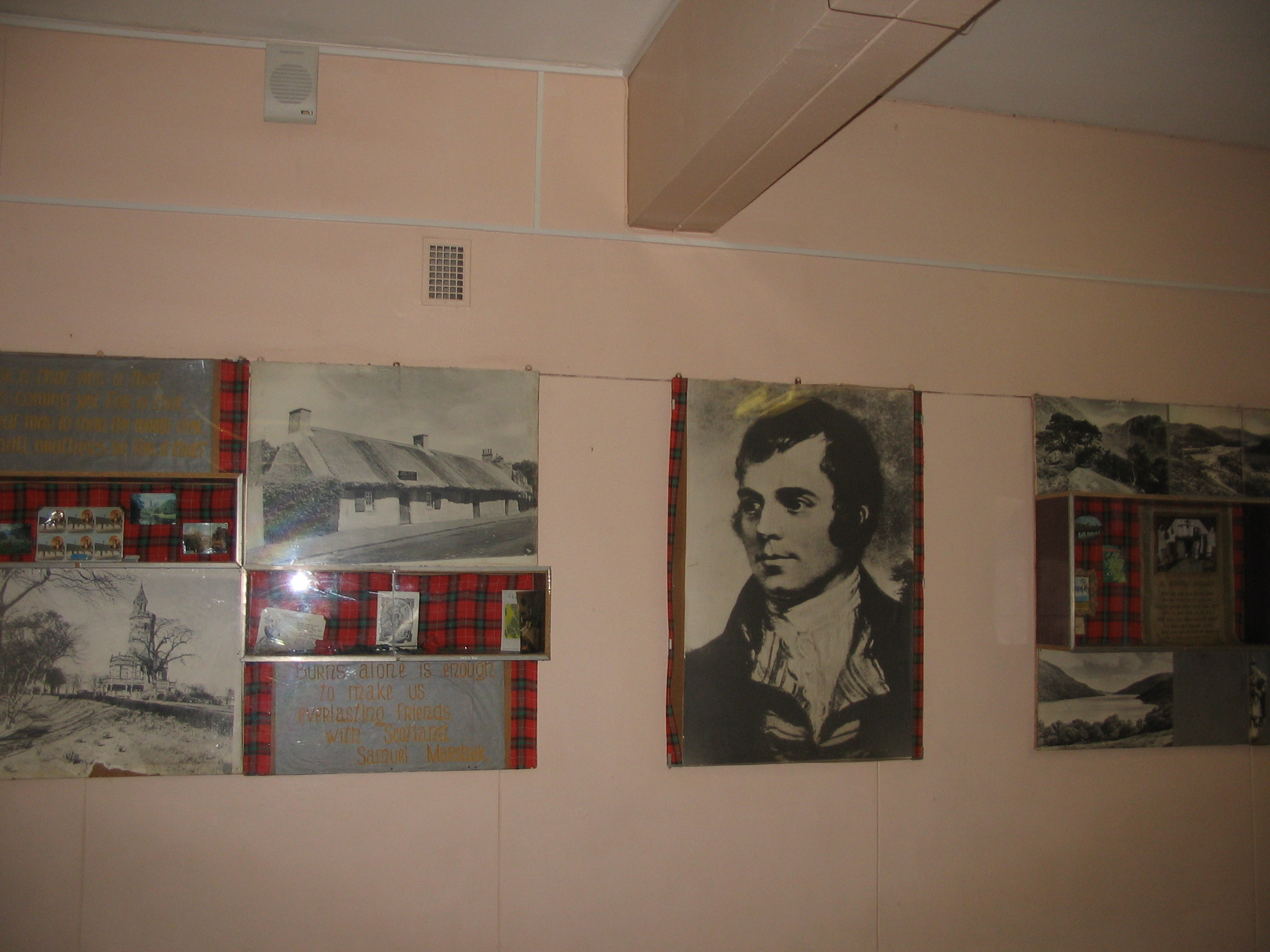
Зал Роберта Бёрнса (утрачен в 2000-е годы в связи с ремонтом)

Школьники пишут и защищают исследовательские проекты, некоторые из них публикуются.
Школьники имеют несколько призов всероссийских учебных олимпиад, спортивных и шахматных соревнований.